# 霍鎮東
霍鎮東（1536年—？），字彥蕃，號悦泉，廣東廣州府南海縣人，民籍，明朝政治人物。

## 生平
隆慶四年（1570年）庚午科廣東鄉試第一名舉人，隆慶五年聯捷二甲第五十九名進士。工部觀政，授刑部主事，萬曆七年（1579年）升员外郎，历官刑部郎中，萬曆十一年（1583年）二月升雲南副使，次年丁憂歸。十八年除湖广副使，二十年革职。

## 家族
曾祖霍仁；祖父霍敬；父霍正，母鄧氏；繼母梁氏。具庆下。兄霍應期。